# Сергиевское сельское поселение (Краснодарский край)
Сергиевское сельское поселение — муниципальное образование в составе Кореновского района Краснодарского края России. 
В рамках административно-территориального устройства Краснодарского края ему соответствует Сергиевский сельский округ.
Административный центр — станица Сергиевская.

## Население
| 2010  | 2012  | 2013  | 2014  | 2015  | 2016  | 2017  |
| ----- | ----- | ----- | ----- | ----- | ----- | ----- |
| 3696  | ↗3784 | ↗3845 | ↗3868 | ↗3917 | ↗3971 | ↘3926 |
| 2018  | 2019  | 2020  | 2021  | 2023  |       |       |
| ↘3853 | ↘3834 | ↗3837 | ↘3779 | ↘3725 |       |       |

## Населённые пункты
В состав сельского поселения (сельского округа) входят 3 населённых пункта:
| № | Населённый пункт | Тип населённого пункта | Население (чел.) |
| - | ---------------- | ---------------------- | ---------------- |
| 1 | Нижний           | хутор                  | ↘732             |
| 2 | Сергиевская      | станица                | ↗2959            |
| 3 | Тыщенко          | хутор                  | ↘5               |